# باشگاه ورزشی سندرز
باشگاه ورزشی سندرز (انگلیسی: Saunders SC) یک باشگاه فوتبال از سری‌لانکا است  که در شهر کلمبو استان غربی، سری‌لانکا قرار دارد.